# Kikół
Kikół è un comune rurale polacco del distretto di Lipno, nel voivodato della Cuiavia-Pomerania.
Ricopre una superficie di 98,2 km² e nel 2004 contava 7 234 abitanti.